# توني فارمر
توني فارمر (3 يناير 1970 في الولايات المتحدة - ) (بالإنجليزية: Tony Farmer)‏ هو لاعب كرة سلة أمريكي في مركز هجوم قوي الجسم. لعب مع دنفر ناغتس وسو فالز سكاي فورس وشارلوت هورنتس وغولدن ستايت ووريورز.

## وصلات خارجية
- توني فارمر على موقع إن بي أي (الإنجليزية)
- توني فارمر على موقع سبورتس رفرنس (الإنجليزية)
- توني فارمر على موقع الدوري الإسباني لكرة السلة (الإسبانية)
- توني فارمر على موقع كرة السلة الأوروبية.كوم (الإنجليزية)
- توني فارمر على موقع كلية كرة السلة في سبورتس رفرنس.كوم (الإنجليزية)
- توني فارمر على موقع ريلجم (الإنجليزية)
- توني فارمر على موقع بروبوليرز (الإنجليزية)
- توني فارمر على موقع سبورتس رفرنس (الإنجليزية)